# Honda NSX
Honda NSX je sportovní automobil (v Severní Americe prodávaný pod názvem Acura NSX), který byl určen především pro americký trh, kde byla tato Honda dost úspěšná a oblíbená. Díky výkonnému motoru a zadnímu pohonu kol poskytovala skutečné sportovní zážitky. V Česku je tento model málokdy k vidění. K dispozici byla také verze s označením NSX-T s odnímatelným střešním panelem. Na finálním nastavení vozu se podílel sám Ayrton Senna.
Prototyp byl poprvé představen v roce 1989 na Chicago Auto Show jako NS-X („New“ , „Sports car“, „Experimental“). Jedná se o první model Hondy, který má karoserii vyrobenou z hliníku. Od roku 2016 je v prodeji již druhá generace Hondy NSX, která užívá hybridní systémy. Její prototyp byl představen roku 2012 na North American International Auto Show.